# Walk On
"Walk On" é uma canção da banda de rock irlandesa U2. É a quarta faixa e quarto single do álbum All That You Can't Leave Behind (2000), sendo lançado como single em 19 de novembro de 2001. A música alcançou o top 10 das paradas musicais em vários países, incluindo o Canadá, onde obteve a posição de número #1. A canção foi escrita sobre a ativista birmanesa Aung San Suu Kyi. Ele ganhou o prêmio de "Gravação do Ano" em 2002, marcando a primeira vez que um artista tinha ganhado um prêmio de canções do mesmo álbum em anos consecutivos.

## Escrita e inspiração
A canção foi escrita e dedicada a Aung San Suu Kyi. Ela foi escrita em forma de um hino inspirador, apoiando-a e elogiando-a por seu ativismo e luta pela liberdade na Birmânia. Ela havia sido presa de forma intermitente sob prisão domiciliar desde 1989 por seus esforços. Devido à mensagem política nele contida, quem tentar mostrar o álbum All That You Can't Leave Behind na Birmânia pode enfrentar uma pena de prisão com duração de 3 a 20 anos.
O título All That You Can't Leave Behind provêm da letra do verso: "The only baggage you can bring, Is all that you can't leave behind" ("A única bagagem que você pode trazer, É tudo o que você não pode deixar para trás"). "Walk On" originalmente, foi duas canções diferentes, que de acordo com Adam Clayton, tiveram ótimos riffs, mas soaram terrivelmente quando separadas. A banda combinou-as, acabando como uma das canções mais elogiadas pela crítica.

## Proibição na Birmânia
All That You Can't Leave Behind foi proibido na Birmânia, porque "Walk On" é dedicado à líder democrática Aung San Suu Kyi, que esteve sob prisão domiciliar por seu ativismo pró-democrático. A Democratic Voice of Burma correspondente a Myint Maung Maung, disse à revista britânica NME, que "o álbum foi banido, porque inclui a canção 'Walk On', dedicada a Aung San Suu Kyi e do movimento pela democracia na Birmânia". Quando o álbum foi lançado, o U2.com tinha uma página chamando a atenção para a situação política na Birmânia, onde dizem que 8 milhões de pessoas foram expedidos ao trabalho forçado e 500 mil pessoas são alvos de campanhas de limpeza étnica.

## Lançamento
Singles promocionais foram lançados em períodos diferentes em 2001. "Walk On" foi lançado internacionalmente como quarto single de All That You Can't Leave Behind, em 19 de novembro, seguido dos lançamentos dos singles "Beautiful Day", "Stuck in a Moment You Can't Get Out Of" e "Elevation", desde o final de 2000 ao final de 2001. Em cada país que o single foi lançado, seu encarte possuía diferentes cores para cada região. Foi lançada em 20 de fevereiro de 2001 no Canadá, possuindo capa colorida e uma versão em cinza. Na Europa e Austrália, foram lançados uma edição com capa vermelha e uma edição de CD extra com capa azul. Na Europa, também foi lançada uma versão alternativa, com capa cinza/rosa. "Walk On" foi lançada no greatest hits da banda, U218 Singles (2006). "Walk On" foi relançado em uma edição para o álbum de caridade Songs for Japan (2011), do Sismo e tsunami de Sendai.

### B-sides
Em torno de 10 B-sides foram incluídos em todas as versões. O versão de capa colorida lançada no Canadá, continha uma versão editada da própria canção, e duas versões ao vivo das canções "Beautiful Day" e "New York", ambas ao vivo no Farmclub.com. Na versão de capa cinza do Canadá, foi lançada as canções "Big Girls Are Best" e uma versão mix de "Beautiful Day" (Quincey and Sonance Remix). Na versão de capa vermelha, lançada no Reino Unido e Austrália, foram incluída a versão vídeo de 'Walk On", e três versões ao vivo das canções extraídas da Elevation Tour, "Where the Streets Have No Name" e "Gone" (ambos em Boston) e "Stay (Faraway, So Close!)" em Toronto. Na edição de CD extra de capa azul, inclui a versão single de "Walk On", a versão acústica e versão de vídeo americana de "Stuck in a Moment You Can't Get Out Of" e "Elevation" (The Vandit Club Mix), este lançado como faixa bônus na Austrália.
No padrão europeu, de capa cinza/rosa, foram incluídas apenas duas canções, sendo elas a versão vídeo de "Walk On" e uma versão acústica de "Stuck in a Moment You Can't Get Out Of". O último padrão de cor verde, era formato de DVD, contendo a versão single de "Walk On", o vídeo da canção do filme-concerto Elevation 2001: Live from Boston e uma versão em vídeo da Europa.

### Vídeo da música
"Walk On" possui dois vídeos. Uma versão internacional, filmado na cidade do Rio de Janeiro em novembro de 2000, e uma versão americana, filmada em Londres em fevereiro de 2001. Ambos são destaques no DVD U218 Videos.

## Performances ao vivo
A música ganhou mais significado por ter sido usado como apoio contra os ataques de 11 de setembro em 2001. Foi realizada ao vivo em estúdio, um concerto beneficente, America: A Tribute to Heroes (2001), realizado pela televisão em 21 de setembro de 2001, em um desempenho que rendeu a banda uma indicação ao Grammy.
A primeira apresentação para uma platéia ao vivo após o atentado de 11 de setembro, foi na Universidade de Notre Dame, em 10 de outubro de 2001, onde a banda trouxe ao palco os membros do Departamento de Polícia e o Corpo de Bombeiros de Nova Ioque. A natureza da canção inspiradora fez com que fosse usada com frequência como encerramento dos shows durante sua turnê Elevation Tour. Versões ao vivo da canção foi lançado no filme-concerto Elevation 2001: Live from Boston (2001), U2 Go Home: Live from Slane Castle (2001) e U2 360° at the Rose Bowl (2010). Durante a Vertigo Tour, apareceu raramente, normalmente em versão acústica. Foi usado como snippet depois da execução da canção "Running to Stand Still" na Vertigo Tour em 19 de junho, na data de aniversário de Aung San Suu Kyi. A canção fez parte do setlist principal da turnê U2 360° Tour. Antes da turnê, a banda pediu aos fãs para trazer máscaras de Suu Kyi nos shows, e usá-los durante as performances de "Walk On" em seu apoio. Além disso, durante a mesma turnê, em algumas cidades como Hannover, Barcelona, Coimbra e Istambul, a Anistia Internacional e voluntários, subiram no palco e caminharam sobre o círculo exterior duante a performance da canção carregando as máscaras de Suu Kyi ou lanternas da Anistia Internacional. Foi lançada na versão ao vivo da canção no álbum U22 (2012).

## Lista de faixas
Todas as músicas compostas por U2.
| - CD single no Canadá 1. "Walk On" (Edit) – 4:25 2. "Beautiful Day" (Live from Farmclub.com) – 4:45 3. "New York" (Live from Farmclub.com) – 6:00 - Versão alternativa do CD single no Canadá 1. "Walk On" (Edit) – 4:25 2. "Big Girls Are Best" – 3:34 3. "Beautiful Day" (Quincey and Sonance Remix) – 7:56 - Lançamento na Europa e Austrália 1. "Walk On" (Video Version) – 4:28 2. "Where the Streets Have No Name" (Live from Boston) – 6:02 3. "Stay (Faraway, So Close!)" (Live from Toronto) – 5:39 4. "Gone" (Live from Boston) (apenas na Austrália) – 5:04 | - CD extra lançada no Reino Unido e Austrália 1. "Walk On" (Single Version) – 4:09 2. "Stuck in a Moment You Can't Get Out Of" (Acoustic Version) – 3:42 3. "Stuck in a Moment You Can't Get Out Of" (U.S. Video) – 4:27 4. "Elevation" (The Vandit Club Mix) – 8:54 - Versão alternativa na Europa 1. "Walk On" (Video Version) – 4:28 2. "Stuck in a Moment You Can't Get Out Of (Acoustic Version) – 3:42 - DVD 1. "Walk On" (Single Version) – 4:09 2. "4 x 30s Clips from DVD Elevation 2001 – 4:09 3. "Walk On" (Europe Video) – 4:45 |

## Paradas e posições
| País/Parada (2001)                          | Melhor posição |
| ------------------------------------------- | -------------- |
| Alemanha (Media Control Charts)             | 54             |
| Austrália (ARIA Charts)                     | 9              |
| Áustria (Ö3 Austria Top 40)                 | 33             |
| Bélgica (Ultratop 50 Flanders)              | 6              |
| Bélgica (Ultratop 40 Valônia)               | 3              |
| Canadá (Canadian Singles Chart)             | 1              |
| Dinamarca (Hitlisten)                       | 12             |
| Estados Unidos (Adult Pop Songs)            | 21             |
| Estados Unidos (Alternative Songs)          | 10             |
| Estados Unidos (Hot Mainstream Rock Tracks) | 19             |
| Finlândia (Suomen virallinen lista)         | 16             |
| França (SNEP)                               | 81             |
| Irlanda (IRMA)                              | 7              |
| Noruega (VG-lista)                          | 17             |
| Países Baixos (MegaCharts)                  | 8              |
| Reino Unido (UK Singles Chart)              | 5              |
| Suécia (Sverigetopplistan)                  | 55             |
| Suíça (Schweizer Hitparade)                 | 48             |

## Histórico de lançamento
| País        | Data                    | Formato | Gravadora          |
| ----------- | ----------------------- | ------- | ------------------ |
| Canadá      | 20 de fevereiro de 2001 | CD      | Island, Interscope |
| Reino Unido | 19 de novembro de 2001  | CD      | Island, Interscope |
| Austrália   | 26 de novembro de 2001  | CD      | Island, Interscope |

## Pessoal
| U2 - Bono – vocal, guitarra - The Edge – guitarra, piano, backing vocal - Adam Clayton – baixo - Larry Mullen Jr. – bateria, percussão | Técnica - Produção – Daniel Lanois e Brian Eno - Engenharia de áudio – Richard Rainey - Assistência de engenharia – Chris Heaney - Produção adicional – Steve Lillywhite - Mixagem – Steve Lillywhite - Engenharia adicional de mixagem – Stephen Harris - Assietência de mixagem – Alvin Sweeney |